# پرینیتی چوپرا
پرینیتی چوپرا (به انگلیسی: Parineeti Chopra) (زاده ۲۲ اکتبر ۱۹۸۸) بازیگر هندی است.
او با پریانکا چوپرا نسبت خانوادگی دارد و دختر عمو ی او است .
برخی به او "دخترک خشمگین بالیوود" لقب داده‌اند .
وی در فیلم‌هایی همچون عشق زاده و دعوت عشق و دیشوم ایفای نقش کرده‌است.
او در فیلم هرج و مرج دوباره و در نقش خوشی بازی کرده‌است.

## فیلم شناسی
| نام فیلم                   | نقش              |
| -------------------------- | ---------------- |
| خانم‌ها علیه ریکی باهل      | دیمپل چادا       |
| عشق زاده                   | زویا قریشی       |
| یک عاشقانه تصادفی          | گایاتری          |
| لبخند زیبای تو             | میتا سولانکی     |
| ضیافت عشق                  | گلو قادر         |
| دل رو بکش                  | دیشا             |
| نوشیدنی                    | موسکان قریشی     |
| بیندوی عزیزم               | بیندو            |
| هرج و مرج دوباره           | خوشی             |
| سلام انگلیس                | جاسمیت           |
| زعفرانی                    | ایشا             |
| زوج اجباری                 | بابلی یاداو      |
| ساندیپ و پینکی فرار می‌کنند | پینکی            |
| دختری در قطار              | میرا کاپور       |
| ساینا                      | ساینا نهوال      |
| اسم رمز: تیرانگا           | دورگا دوی سینگ   |
| ارتفاع                     | شارادها گوپتا    |
| مأموریت رانیگانج           | نیردوش کائور گیل |
| امر سینگ چمکیلا            | امرجوت کائور     |